# Symfonie nr. 18 (Weinberg)
Mieczysław Weinberg voltooide in 1984 zijn Symfonie nr. 18 Ter nagedachtenis aan de slachtoffers van de patriottische oorlog. 
Weinberg werkte aan een drieluik aan symfonieën waarvan dit de middelste is. Het werd een eendelige symfonie, die in vier secties is verdeeld. Het eerste deel is instrumentaal. De andere delen gaan gepaard met gezongen teksten.
Het thema van de drie symfonieën is de Tweede Wereldoorlog, de verschrikkingen, maar ook de heldenrol die het leger van de Sovjet-Unie daarin speelde. Weinberg was zelf slachtoffer van die oorlog. Als Jood moest hij vluchten uit Warschau en vervolgens ook uit Minsk waar hij neergestreken was. Hij was pas veilig in Tasjkent. Dat bleek van korte duur, want na de Tweede Wereldoorlog begon Jozef Stalin met zijn terreur, ook tegen de Joden. De drie symfonieën zijn echter in de jaren tachtig geschreven, toen die terreur al lang was afgelopen. Populair werd het werk (en ook de andere twee) echter nooit.
Vladimir Fedoseyev gaf de eerste uitvoering tijdens een muziekfestival gewijd aan moderne klassieke Moskou. Hij leidde het Radiosymfonieorkest van de Sovjet-Unie, het koor was het Staatskoor uit Letland, dat toen in de Sovjet-Unie opgesloten was.
De vier delen:
- Adagio, Allegro
- Ze begroeven hem in de aarde op tekst van Sergei Orlov, een tankchauffeur in die oorlog
- Lieve kleine bes, je kent de pijn in mijn heart niet op tekst van een volksrijm
- Oorlog, er is geen wreder woord op tekst van Aleksandr Tarkovsky, een correspondent in Finland, tijdens de oorlog volgeling van Stalin, na diens dood liberaal.

Nr. 1 · Nr. 2 · Nr. 3 · Nr. 4 · Nr. 5 · Nr. 6 · Nr. 7 · Nr. 8 · Nr. 9 · Nr. 10 · Nr. 11 · Nr. 12 · Nr. 13 · Nr. 14 · Nr. 15 · Nr. 16 · Nr. 17 · Nr. 18 · Nr. 19 · Nr. 20 · Nr. 21 · Nr. 22